# Фрайбург (округ)
Урядовий округ Фрайбург (нім. Regierungsbezirkes Freiburg) — один із чотирьох урядових округів землі Баден-Вюртемберг в Німеччині. Центром округу є місто Фрайбург.

## Географія
Урядовий округ Фрайбург розташований в південно-західній частині Баден-Вюртемберга.
На півдні окрум межує зі Швейцарією, на заході — із регіоном Ельзас (Франція), на півночі — з округом Карлсруе. Сучасні межі округу були сформовані під час реформи 1 січня 1973 року.

## Історія
Урядовий округ Фрайбург існує з моменту утворення південно-західної держави Баден-Вюртемберг в 1952 році. Уряд округу відповідав за область колишньої федеральної землі Баден, яка виникла після Другої світової війни у французькій окупаційній зоні. Тому урядовий округ спочатку називався «Південний Баден» (нім. Regierungsbezirk Südbaden).
Після адміністративної реформи, що набрала чинності 1 січня 1973 року, райони округу біля міст Раштат і Баден-Баден стали частиною округу Карлсруе, навколо міст Юберлінген та Месскірх — округу Тюбінген. Компетенція уряду округу Фрайбург розповсюджується на райони навколо міст Ротвайль та Тутлінген. 

## Демографія
Густота населення в окрузі становить 235 осіб/км².
| Рік            | Населення |
| -------------- | --------- |
| 31 грудня 1973 | 1 863 465 |
| 31 грудня 1975 | 1 852 477 |
| 31 грудня 1980 | 1 865 282 |
| 31 грудня 1985 | 1 880 475 |
| 27 травня 1987 | 1.869.032 |

| Рік             | Населення |
| --------------- | --------- |
| 31 грудня 1990  | 1 977 857 |
| 31 грудня 1995  | 2 087 042 |
| 31 грудня 2000  | 2 137 625 |
| 31 грудня 2005  | 2 190 727 |
| 31 березня 2006 | 2 190 438 |

## Управління
Вищим органом владив окрузі є уряд (нім. Regierungspräsidium), розташований в Фрайбургу.
Президенти округу з 1958:
- 1958 — 1967: Антон Діхтель (Anton Dichtel)
- 1967 — 1979: Херманн Персон (Hermann Person)
- 1979 — 1991: Норберт Нотхельфер (Norbert Nothhelfer)
- 1991 — 1998: Конрад Шредер (Conrad Schröder)
- 1998 — 2007: Свен вон Ундерн-Штетберг(Sven von Ungern-Sternberg)
- з 2008: Юліан Вюртенбергер (Julian Würtenberger) [3]

## Склад
- 3 регіони
- 9 районів і одне вільне місто

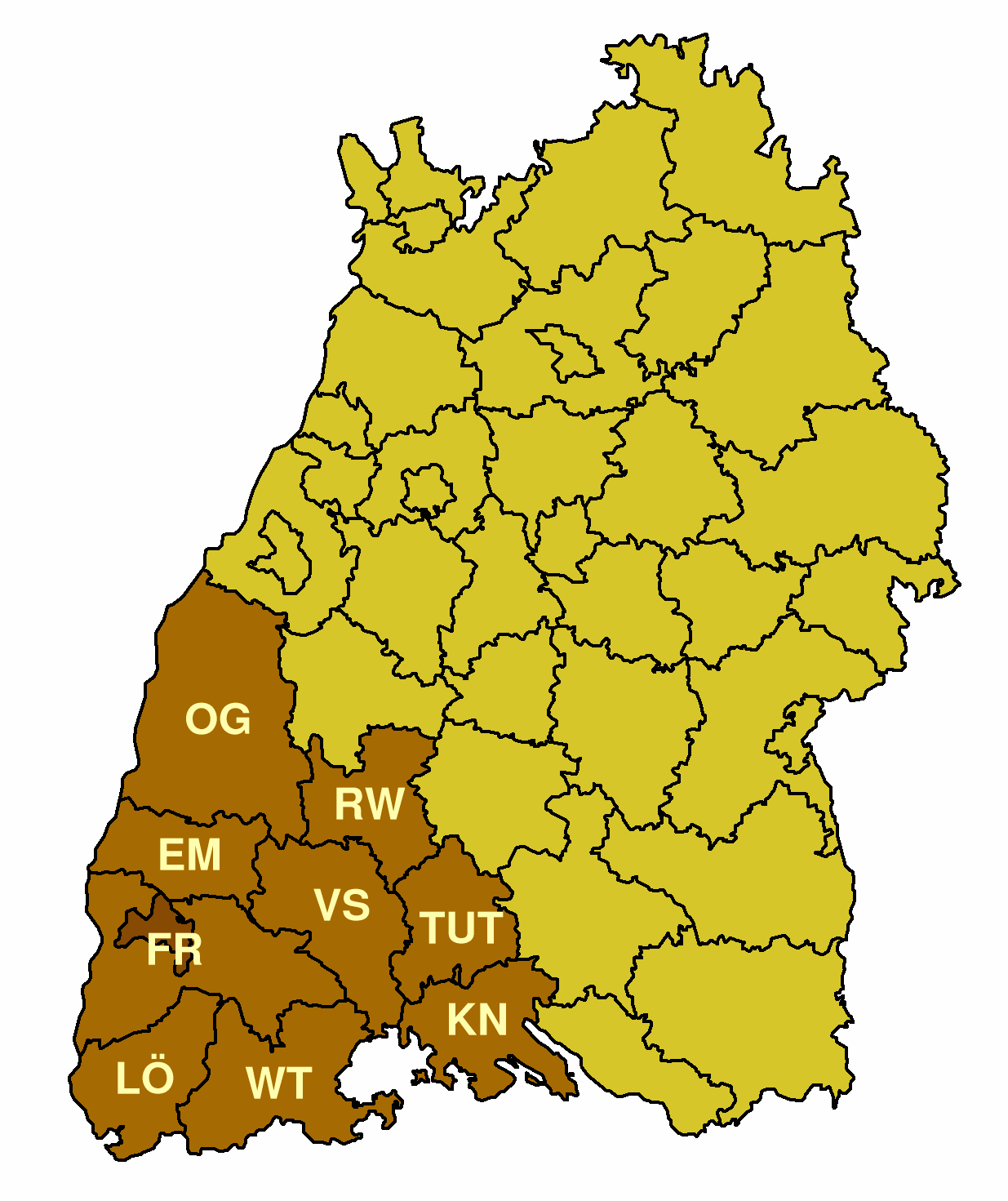
Розташування округу Фрайбург на карті Баден-Вюртембергу

- 301 муніципалітет, в тому числі 19 міст районного значення[4]

До складу округу входять наступні регіони:
Hochrhein-Bodensee
Констанц (KN)
Леррах (LÖ)
Вальдсхут (WT)
Südlicher Oberrhein
вільне місто Фрайбург (FR)
Брайсгау-Верхній Шварцвальд (FR)
Еммендінген (EM)
Ортенау (OG)
Schwarzwald-Baar-Heuberg
Ротвайль (RW)
Шварцвальд-Бар (VS)
Тутлінген (TUT)
Міста районного значення:
1. Ахерн (Achern)
2. Вайль-на-Рейні (Weil am Rhein)
3. Вальдкірх (Waldkirch)
4. Вальдсхут-Тінген (Waldshut-Tiengen)
5. Донауешінген (Donaueschingen)
6. Еммендінген (Emmendingen)
7. Кехль (Kehl)
8. Констанц (Konstanz)
9. Лахр (Шваршвальд) (Lahr/Schwarzwald)
10. Леррах (Lörrach)
11. Оберкірх (Баден) (Oberkirch (Baden))
12. Оффенбург (Offenburg)
13. Радольфцелль-на-Бодензее (Radolfzell am Bodensee)
14. Райнфельден (Баден) (Rheinfelden (Baden))
15. Ротвайль (Rottweil)
16. Сінген (Хоентвіль) (Singen (Hohentwiel))
17. Тутлінген (Tuttlingen)
18. Філінген-Швеннінген (Villingen-Schwenningen)
19. Шрамберг (Schramberg)